# カワサキ・Z1
カワサキ・Z1は、1972年に川崎重工業が欧州及び北米市場向けに製造販売した輸出専用オートバイの型式名である。正式名称であるカワサキ・900 Super4よりも、型式名「Z1」の呼称が広く認知されているため、本稿では、「Z1」を標記として用いる。なお、後継機種であるZ900/KZ900も併せて掲載する。いわゆる「Z1」の系譜は、1972年から1976年にかけて製造販売していた。

## 開発の経緯
1960年代後半の川崎重工業(2輪車製造部門、以下カワサキ)の販売を支えていた北米市場では、燃費の悪い2ストロークを嫌い4ストロークを好むようにユーザーが変化していた。そのため、2ストロークのスポーツ車が主力だったカワサキは、当然ながら業績が悪化していた。しかし当時のカワサキでは、大型オートバイ(現在のスーパースポーツに相当)と言えば2ストローク500ccのマッハ(空冷並列3気筒)だけで、4ストロークは経営悪化で吸収合併したメグロ(目黒製作所)の流れを汲む650cc並列2気筒OHVのW1系しか持っていなかった。
スポーツ走行に適さないW1系では同業他社に勝負できないため、市販車として世界初になる空冷並列4気筒のN600型エンジンの開発に取り組んでいた。市販に向けて開発が進んでいたものの、1969年にホンダから市販車初の空冷並列4気筒エンジンを搭載したCB750FOURが発表された。
結果的に先を超されたカワサキは、N600エンジンの開発を急遽中止した。ホンダ同様に北米市場を強く意識していたこともあり、しかしながらあえてホンダと差別化することを選択したために、車体デザインや動力性能等において全面的に企画を見直しが行われ、排気量を上げた900cc並列4気筒DOHC(開発コード「T-103」、後の「Z1」)へ変更された。このZ1の開発は、作戦名「ニューヨークステーキ作戦」と名付けられた。当時の北米では、多気筒を「ステーキ」、単気筒を「ロブスター」と俗称していたことからカワサキの本拠地(兵庫県)から神戸牛の特上ステーキ「Z1」を北米市場に提供しようという意味である。

## 概要

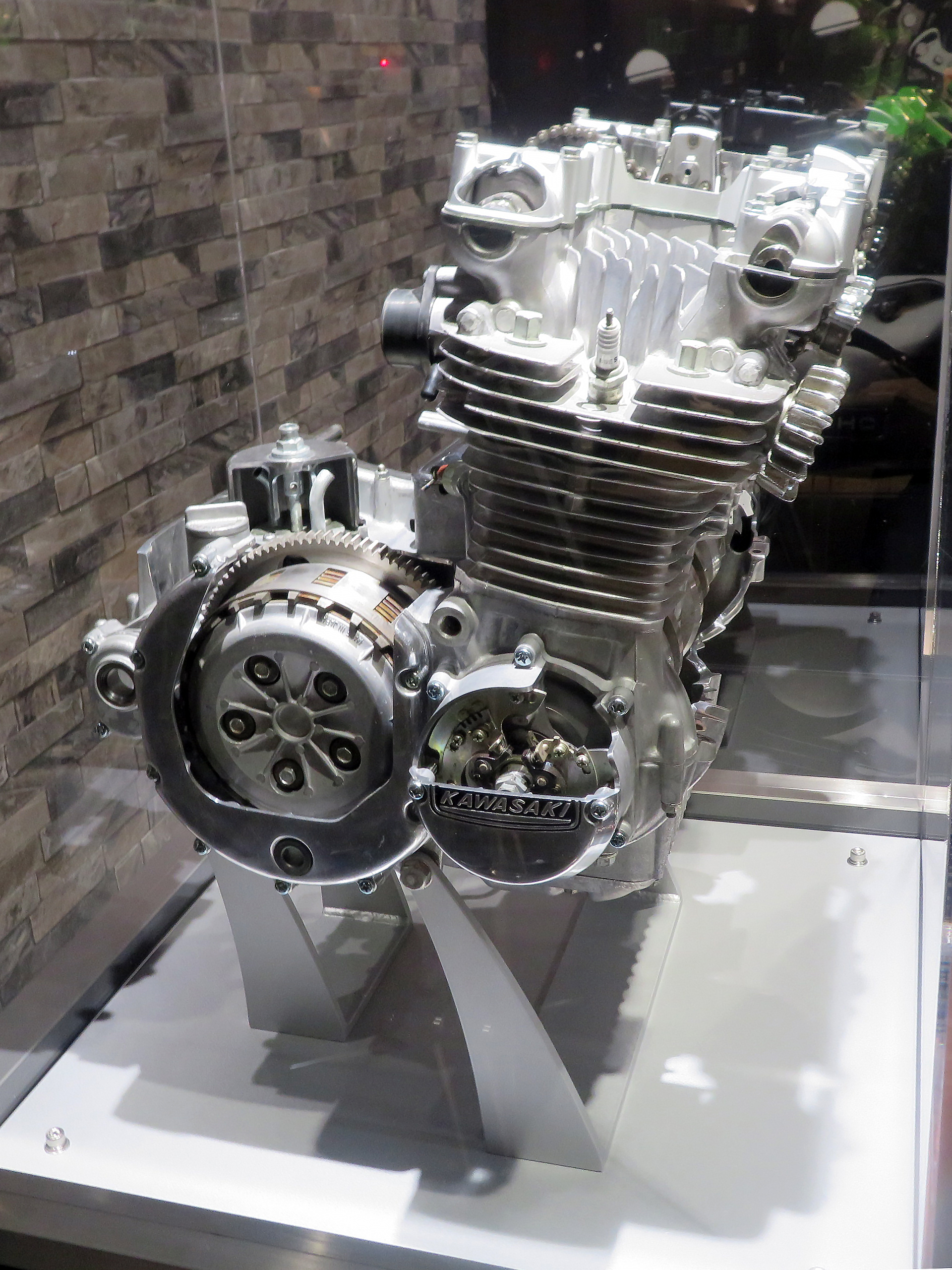
Z1Eエンジン

後発の利を生かした設計で、DOHCの採用以外に乗車時の足付き性に配慮する等で、商品性の向上を図った。事前のメディア対策も功を奏したため、販売成績も好調で、これにより1968年の H1（マッハIII、2ストローク500cc）及び1971年のH2（マッハIV、2ストローク750cc）から出発した「高性能・大型車のカワサキ」のイメージが北米及び欧州で定着した。
ZAPPER（ザッパー）とは「ZAP（風切音）」から派生したもので、カワサキが想定したオートバイ分類の中の1つである。スタイルが良く、軽量・軽快で加速性に優れることを身上とし、「シグナルグランプリ」（信号－信号間の競争）に強いといった特徴を有するもので、カワサキはこれが当時の北米マーケットにおける最大要件であると分析していた。分類のもう一方に位置する「TOURING CYCLE（長距離用で直進性や乗り心地を重視する）」は、後の "LTD" シリーズで商品化されたが、これは Z1 のコンセプトとは異なるものである。
Z1 以前の H1（マッハIII 500、1969年）や H2（マッハIV 750、1971年）も典型的 "ZAPPER" である。また、1976年の Z650シリーズ も Z1 の ZAPPER 属性をさらに特化させた（かつ操縦性も向上させた）ものと考えられる。
その後1976年にZ900にマイナーチェンジ、1977年からは、Z1000「型式KZT00A」にモデルチェンジされた。なおカワサキの二輪車で車名に初めて「z」が用いられたのはz900が初である。
上記2本マフラー化されたZ1000発売後、4本マフラーの旧モデルをピカピカに磨きこみ、エンジン調整等を行って完全な状態に整備して自慢をし合うことが流行し、北米での中古車価格が暴騰した。これはこの当時、トルクの向上とクランクシャフトの見直しによりエンジンフィールがマイルドになったZ1000に対し、旧モデルの方が速いという噂話への市場の反応と考えることもできるが、Z1の4本マフラーの商品力があったを示すエピソードともいえる。

## モデル一覧
モデルチェンジ毎にカラーグラフィックは変更されている。

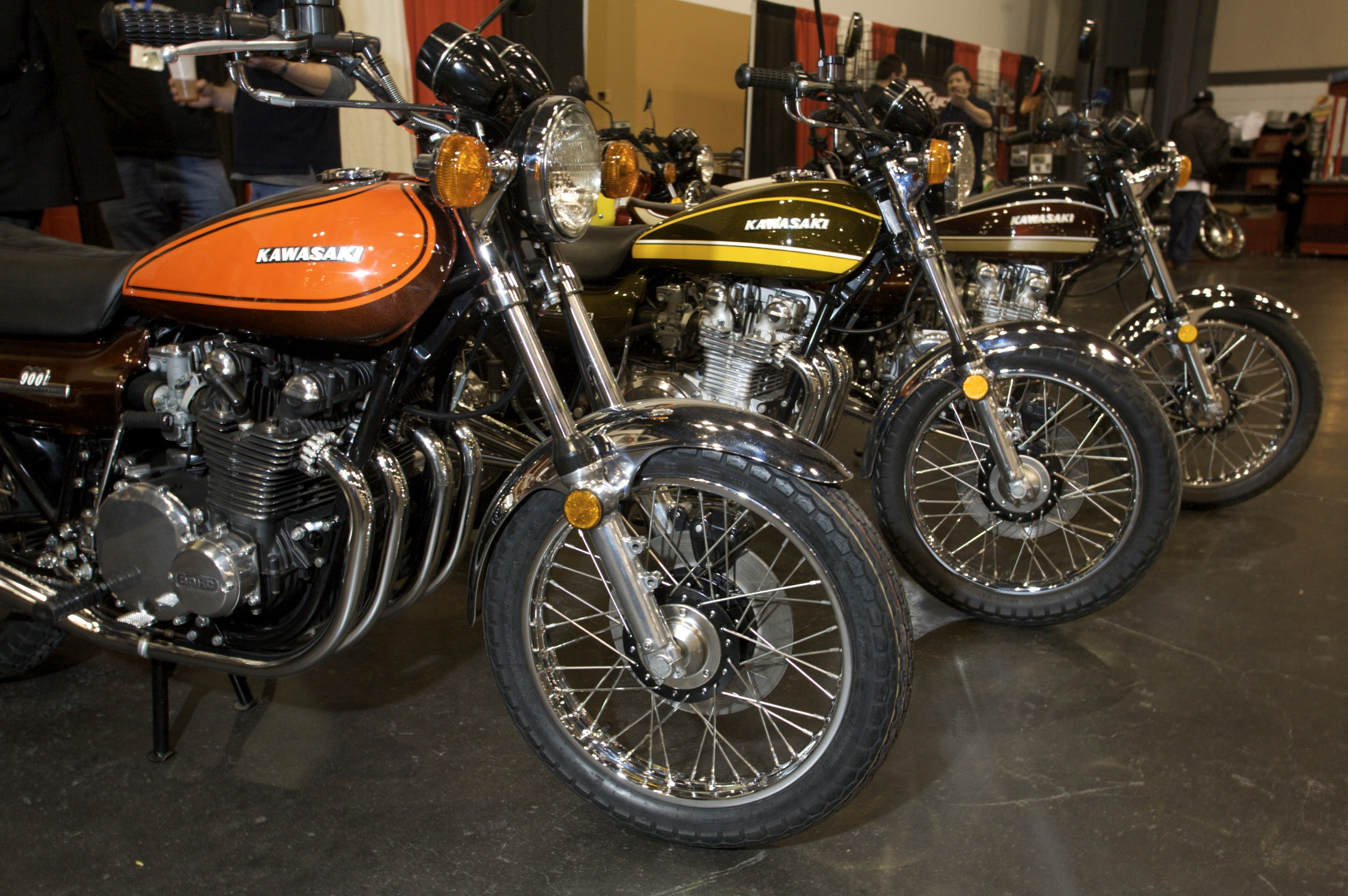
手前からZ1（1972年）、Z1A（1974）、Z1B（1975年）

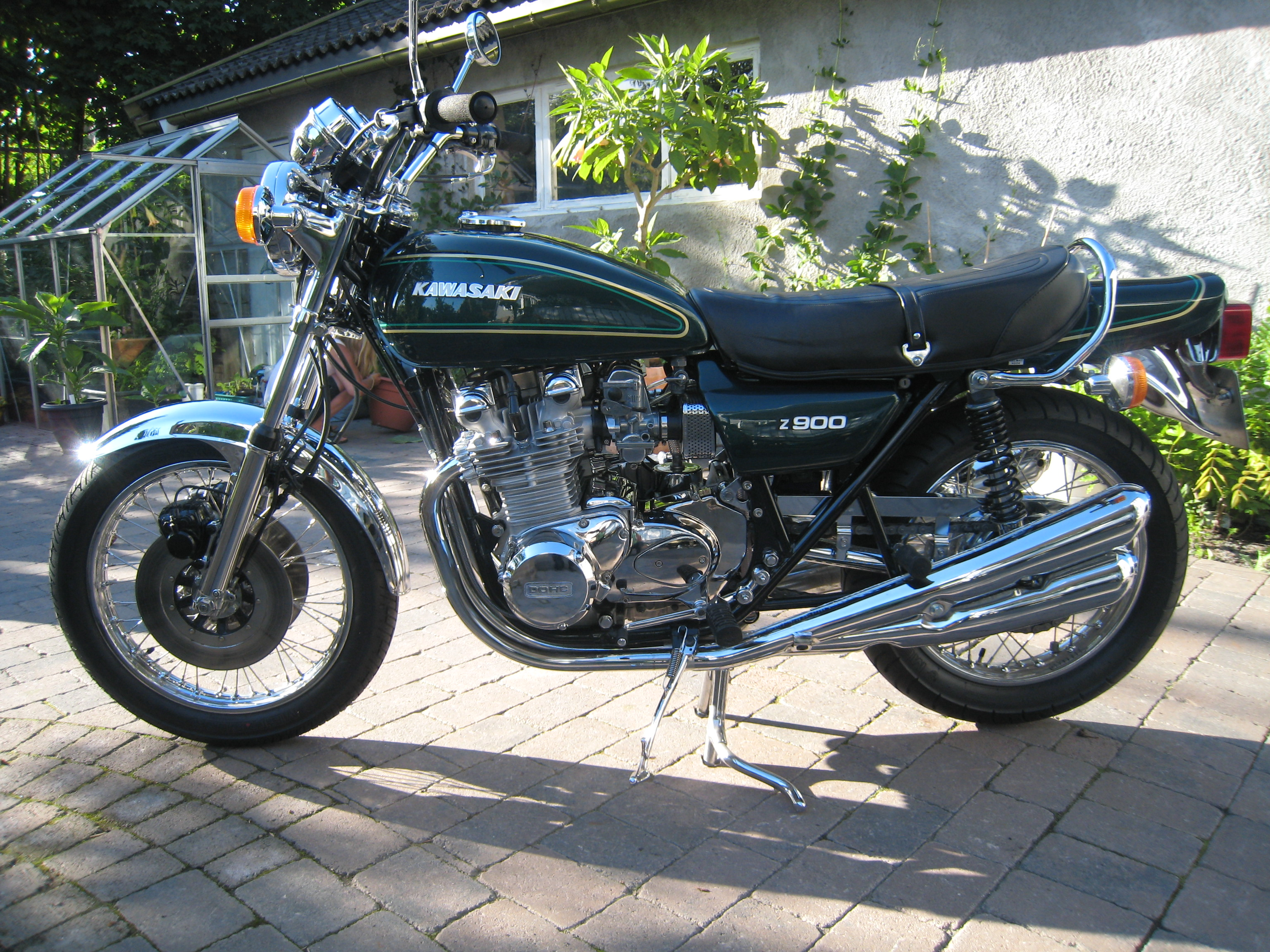
Kawasaki z900

900 super 4(z1 z1A z1B)
- Z1（1973年モデル　1972年8月～1973年7月製造、初期型） - （モデル中間において）センターカムチェーントンネルのオイル漏れ対策実施
- Z1A（1974年モデル　1973年8月～1974年7月製造） - カラーリング、エンジン点火時期、進角特性の変更、エンジンの黒塗装を廃止、リアブレーキにブレーキシュー残量インジケーターを新設。タコメーター内にテール、ストップランプの断線インジケーターを装備。燃料タンクの容量について記載の変更があるがカタログデータ上の物で実際のタンク形状にはエンブレムサイズ以外に変更はない。
- Z1B（1975年モデル　1974年8月～） - カラーリング、チェーン給油装置廃止と共にシールチェーン採用、エンブレムを“900”書体変更。
- z900(1976年モデル) - マイナーチェンジ、4年目を記す「A4型」となり、初めて車名に「z」が使用される。